# Polis (gioco di carte)
Polis: gioco di potere è un gioco di carte pubblicato da Wyrd Edizioni, ideato da Matteo Mannino e Mirto Musci.
Ambientato nella Grecia antica, il gioco riproduce le dinamiche del potere politico e della comunicazione politica.
I giocatori impersonano influenti cittadini di una polis immaginaria, con obiettivi segreti connessi all'acquisizione di consenso elettorale finalizzato al governo della città. Per vincere, i giocatori hanno bisogno di "astuzia, diplomazia e inganno".

## Storia
Polis: gioco di potere è stato pubblicato da Wyrd Edizioni nel 2021, dopo la presentazione di un prototipo nell'aprile 2016 al Play - Festival del Gioco di Modena.
La concezione originale del gioco risale alla primavera del 2011, da un tentativo di tradurre in gioco le nozioni di filosofia morale e politica ispirate da un corso di "Teorie della giustizia nel mondo antico" tenuto nell'anno accademico 2010/11 dal Prof. Mario Vegetti presso lo IUSS di Pavia. I primi prototipi del gioco sono stati sviluppati e testati in collaborazione con gli alunni del Collegio Ghislieri, dove i due autori Matteo Mannino e Mirto Musci risiedevano come iscritti, rispettivamente, ai corsi di laurea in filosofia e ingegneria dell'Università di Pavia.

## Il regolamento
Ciascun giocatore interpreta un ruolo segreto corrispondente a tre tipi di obiettivo: tiranno, aristocratico o democratico. Gli obiettivi si differenziano per il numero di gettoni potere da acquisire, che sono connessi al numero di volte in cui un giocatore è risultato governatore della città. Il tiranno gioca da solo e ha l'obiettivo di accumulare tre gettoni potere per se stesso. Lo scopo dell'aristocratico è far sì che un qualunque giocatore diverso dal tiranno accumuli tre gettoni potere. I democratici infine giocano insieme e devono impedire che il tiranno o chiunque altro prenda il potere assoluto della città.
I giocatori utilizzano le carte azione per controllare il corso del gioco eseguendo azioni a proprio vantaggio. Per vincere le elezioni, è necessario acquisire influenza tramite le carte cittadino, che si dividono in tre classi (produttori, guerrieri, filosofi) e in tre livelli, dove il livello più alto è rappresentato da figure storiche quali ad esempio Fidia, Pericle, Platone
La fase elettorale avviene dopo ogni giro completo, quando tutti i giocatori hanno svolto il proprio turno. Durante ciascuna fase elettorale, i giocatori eleggono il governatore della città con scrutinio segreto (grazie a speciali carte riscrivibili). Il governatore eletto della città ha poteri speciali come la capacità di emanare delle leggi, la conoscenza dello scrutinio di ciascuna votazione, e un maggior peso nei duelli innescati da una carta speciale, la carta "Dibattito". Il dibattito permette ai giocatori di creare fazioni dinamiche per favorire od ostacolare una determinata azione.
Un potere speciale del tiranno è la facoltà di dichiarare un colpo di stato per rimpiazzare il governatore in carica.

## Riconoscimenti
Secondo l'autore di giochi e divulgatore italiano Board Games Francesco, il titolo Polis si caratterizza per elevate interazione fra i giocatori e rigiocabilità, per il ridotto ruolo della fortuna nel gioco. Board Games Francesco valuta come "elemento interessante e innovativo la possibilità di svolgere elezioni fra i giocatori".